# 275
Криза Римської імперії у 3 столітті. Період тридцяти тиранів. Зміна імператора. У Китаї завершується період трьох держав, в Японії триває період Ямато, в Індії період занепаду Кушанської імперії, у Персії править династія Сассанідів.
На території лісостепової України Черняхівська культура. У Північному Причорномор'ї готи й сармати.

## Події
- Імператора Авреліана дорогою на війну з персами вбили змовники з преторіанців.
- Після загибелі Авреліана римським імператором обрано Тацита.
- Папою римським стає Євтихій.
- У Галлії навала франків та алеманів.

## Померли
- Авреліан, римський імператор.